# 18-я бронетанковая дивизия (Сирия)
18-я бронетанковая дивизия (араб. الفرقة المدرعة الثامنة عشر или الفرقة المدرعة 18‎) — тактическое соединение Сирийской арабской армии.

## Состав

### 2018 год
- 131-я бронетанковая бригада
- 134-я бронетанковая бригада
- 167-я бронетанковая бригада
- 120-я механизированная бригада
- 64-й артиллерийский полк[1]

## История
Дивизия выполняла роль резерва вплоть до лета 2013 года. С тех пор она активно участвует в гражданской войне в Сирии.
Европейский совет обнародовал, что генерал-майор Ваджих Махмуд является командиром 18-й бронетанковой дивизии в Официальном журнале Европейского союза 15 ноября 2011 года, наложив на него санкции за насилие, совершенное в Хомсе. Генри Бойд из IISS отметил, что «… в Хомсе 18-я бронетанковая дивизия была усилена подразделениями спецназа и… частями 4-й дивизии под фактическим командованием Махера».
13 августа 2013 произошли столкновения в городе Дейр-эз-Зор в пригороде Рашдин, когда армия попыталась освободить его от боевиков. Повстанцы ранее атаковали кардиологическую больницу в городе, сообщений о потерях нет. 4 повстанца убиты в результате столкновений в районах аль-Джбейла, Хавика и Сина.
По состоянию на 20 августа 2013 западный район Хавика, включая местную штаб-квартиру партии Баас, перешел в руки повстанцев. Оппозиция заявила, что 160 правительственных солдат и десятки повстанцев погибли в борьбе за Хавику. Правительственные силы нанесли ответный удар, обстреляв повстанцев с их позиций в районах Джура и Гази-Айяш. Связанная со Свободной сирийской армией бригада Ахфада аль-Расула, недавно получившая от Катара зенитные ракеты, сыграла важную роль во взятии Хавики.
В тот же день армия нанесла удар по силам повстанцев в районе Хавика из танков и реактивных систем залпового огня, а также вступила с ними в бой на территории, отделяющей Хавику от района Джура, сообщили оппозиционные источники в городе. Правительство пыталось вернуть Хавику, потому что не могло позволить повстанцам находиться так близко к своему самому важному опорному пункту Джура и расположенному там армейскому лагерю. Разведка САВВС и военная разведка, два важных объекта безопасности в городе, также были расположены в соседнем районе Гази-Айяш и находились в пределах досягаемости реактивных гранатомётов повстанцев.
Исследователи подсчитали в конце 2019 года, что 167-я бронетанковая бригада была последней оставшейся оперативной бригадой дивизии. Кроме того, «…По состоянию на ноябрь 2018 года дивизия насчитывала всего 4000 человек, включая резервистов и гражданских служащих, в основном сосредоточенных в составе 167—й бригады».